# ریمند ثیر بیرج
 ریمند ثیر بیرج (انگلیسی: Raymond Thayer Birge؛ زاده ۱۳ مارس ۱۸۸۷ درگذشته ۲۲ مارس ۱۹۸۰) یک فیزیک‌دان بود.